# Postplatyptilia
Postplatyptilia là một chi bướm đêm thuộc họ Pterophoridae.

## Các loài
- Postplatyptilia aestuosa
- Postplatyptilia akerbergsi
- Postplatyptilia alexisi
- Postplatyptilia antillae
- Postplatyptilia biobioica
- Postplatyptilia boletus
- Postplatyptilia camptosphena
- Postplatyptilia carchi
- Postplatyptilia caribica
- Postplatyptilia corticus
- Postplatyptilia drechseli
- Postplatyptilia eelkoi
- Postplatyptilia flinti
- Postplatyptilia fuscicornis
- Postplatyptilia genisei
- Postplatyptilia huigraica
- Postplatyptilia machupicchu
- Postplatyptilia naranja
- Postplatyptilia nebuloarbustum
- Postplatyptilia nielseni
- Postplatyptilia nubleica
- Postplatyptilia palmeri
- Postplatyptilia paraglyptis
- Postplatyptilia parana
- Postplatyptilia pluvia
- Postplatyptilia pusillus
- Postplatyptilia saeva
- Postplatyptilia sandraella
- Postplatyptilia seitetazas
- Postplatyptilia talcaica
- Postplatyptilia transversus
- Postplatyptilia triangulocosta
- Postplatyptilia ugartei
- Postplatyptilia uruguayensis
- Postplatyptilia vorbecki
- Postplatyptilia zongoensis